# Садівська сільська рада (Баришівський район)
| Садівська сільська рада — колишній орган місцевого самоврядування у Баришівському районі Київської області з адміністративним центром у с. Садове. Історична дата утворення: в 1975 році. Водоймища на території, підпорядкованій даній раді: річка Недра. Сільській раді підпорядковані населені пункти: - с. Садове |

## Склад ради
Рада складається з 16 депутатів та голови.

### Керівний склад ради
| ПІБ                           | Основні відомості                                                         | Дата обрання | Дата звільнення |
| ----------------------------- | ------------------------------------------------------------------------- | ------------ | --------------- |
| Андрущак Ольга Василівна      | Сільський голова, 1946 року народження, освіта вища, безпартійна          | 17.08.1981   | 26.03.2006      |
| Матвійчук Віктор Анатолійович | Сільський голова, 1956 року народження, освіта, безпартійний              | 26.03.2006   | 31.10.2010      |
| Ключка Василь Миколайович     | Сільський голова, 1966 року народження, освіта вища, член Партії регіонів | 31.10.2010   |                 |

Примітка: таблиця складена за даними джерела

## Населення
Згідно з переписом УРСР 1989 року чисельність наявного населення сільської ради становила 1753 особи, з яких 805 чоловіків та 948 жінок.
За переписом населення України 2001 року в сільській раді мешкала 1661 особа.

### Мова
Розподіл населення за рідною мовою за даними перепису 2001 року:
| Мова       | Відсоток |
| ---------- | -------- |
| українська | 96,74 %  |
| російська  | 3,26 %   |